# Лобанов Костянтин Броніславович
Костянтин Броніславович Лобанов (нар. 24 жовтня 1953) — радянський футболіст, що грав на позиції нападника. Відомий за виступами у складі ужгородської команди другої ліги, яка виступала під назвами «Говерла» і «Закарпаття», у складі якої він зіграв понад 240 матчів, та відзначився 58 забитими м'ячами, грав також за клуб першої ліги «Таврія» з Сімферополя.

## Клубна кар'єра
Костянтин Лобанов розпочав виступи на футбольних полях під час військової служби у футбольній команді ЛВВПУ в 1972 році. У 1973 році він грав у аматорській команді львівського СКА. У 1974 році Лобанов розпочав виступи в команді другої ліги «Говерла» з Ужгорода, у якій зіграв за рік 30 матчів. наступного року футболіст отримав запрошення до клубу першої ліги «Таврія» з Сімферополя. Під час гри в сімферопольському клубі відзначався неабиякою швидкістю, проте результативність як форварда була низькою, і на початку наступного року він покинув «Таврію». У 1976 році Лобанов повернувся до складу «Говерли», та виступав у її складі до 1982 року. в якому команда виступала під назвою «Закарпаття». Під час другого періоду виступів в ужгородській команді Лобанов став одним із її кращих бомбардирів, зігравши за цей час 211 матчів, та відзначившись 56 забитими м'ячами, кілька разів входив до числа найкращих бомбардирів української зони другої ліги. Після закінчення сезону 1982 року завершив виступи на футбольних полях.